# سوپ پیاز
سوپ پیاز نوعی سوپ است که در آن پیاز خلال نازک شده و در کره به آرامی سرخ می‌شود. هنگامی که سوپ به رنگ طلایی در آمد شراب سفید را کم کم اضافه کرده و کنسومه یا آبگوشت (Broth) یا جایگزین آن قرص گوشت را افزوده به آن مزه داده می‌شود. سوپ در یک ظرف مقاوم به حرارت ریخته می‌شود و بر روی آن یک برش نازک نان فرانسوی قرار گرفته و بر روی نان پنیر رنده شده و در فر پخته می‌شود.